# Adam Cruz

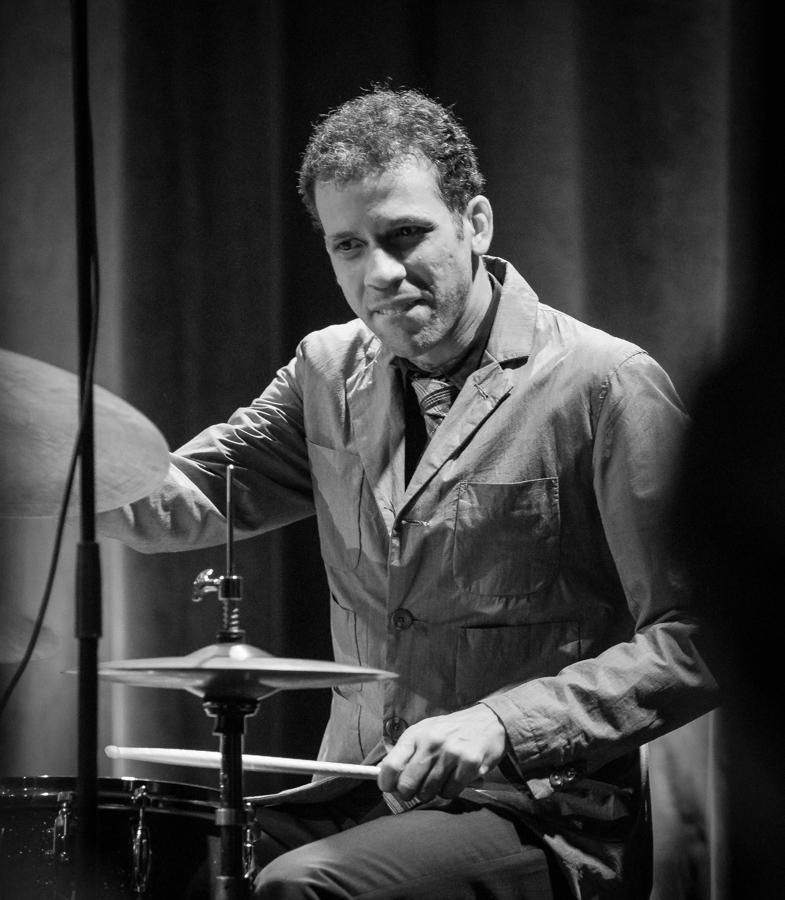
Adam Cruz (2017)

Adam Cruz (* 13. Februar 1970 in New York City) ist ein US-amerikanischer Jazz-Schlagzeuger, Perkussionist und Komponist.

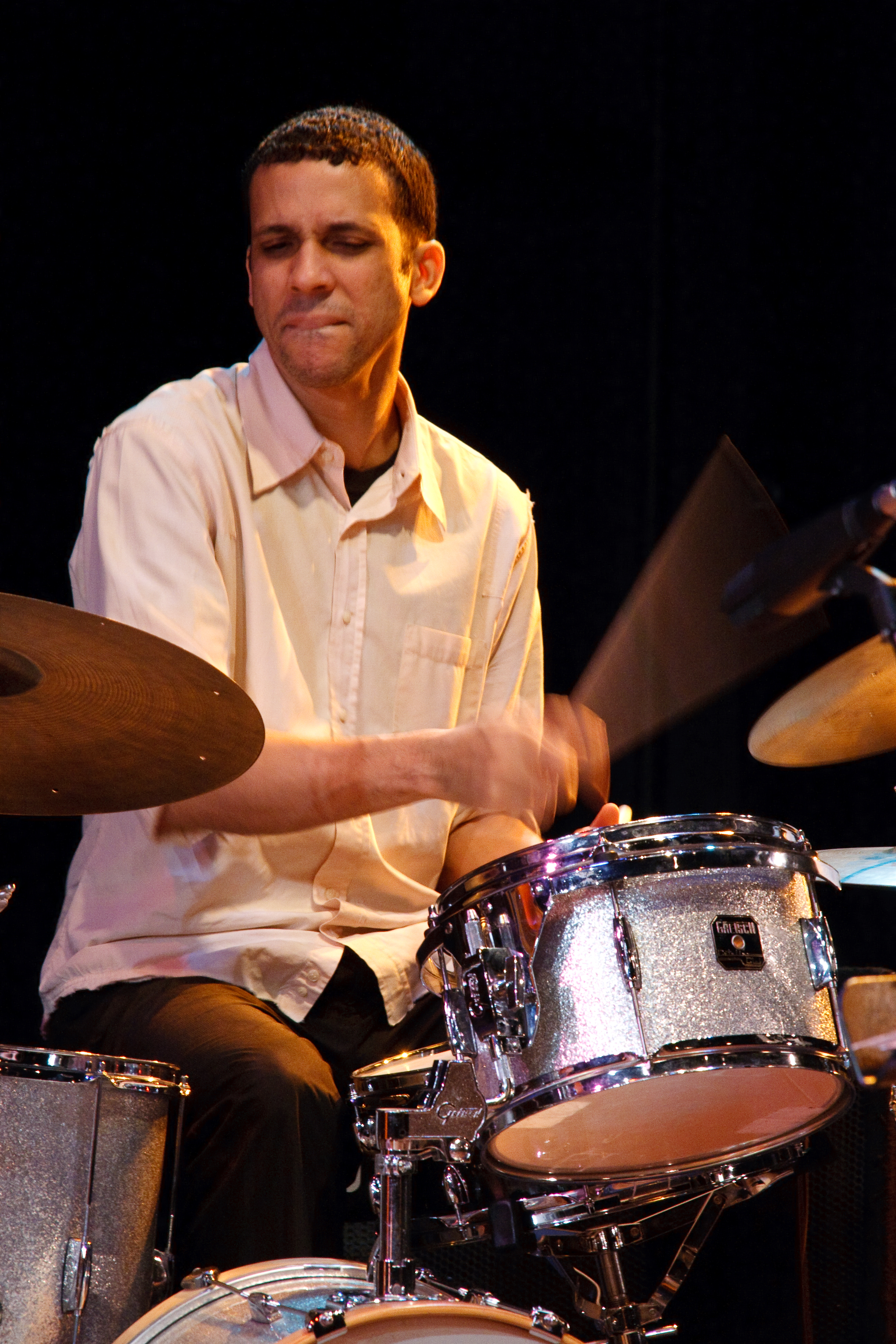
Adam Cruz mit dem Steve Wilson Quartet 2009

Cruz lernte bei seinem Vater, dem Perkussionisten Ray Cruz, bei Frank Malabe, Keith Copeland, Kenny Washington und Joe Chambers. Er spielte in den 1990er Jahren viel mit dem Saxophonisten David Sánchez und der Mingus Big Band (Gunslinger Bird, Dreyfuß 1995). 1997 spielte er im Steve Wilson Quartet. Er tourte mit Chick Corea, mit dem er aufnahm (Origin/A week at the Blue Note, Stretch 1998) und spielte im Duo mit dem Gitarristen Charlie Hunter. In den 2000er Jahren war er Mitglied des Trios des Pianisten Danilo Pérez (mit Ben Street, Bass).
Er nahm auch mit dem Pianisten Edward Simon (zuerst 1995) auf, ebenso mit dem Saxophonisten Chris Potter, mit Anthony Braker, Leon Parker,  Dave Pietro, Francesco Cafiso, Tom Harrell und Ray Barretto und spielte mit Pharoah Sanders, John Patitucci, Paquito D’Rivera und anderen.
2011 erschien sein Debütalbum Milestone (Sunnyside Records, 2011) mit eigenen Kompositionen und den Saxophonisten Miguel Zenón und Steve Wilson.